# Blade
Blade je superheroj i lovac na vampire američke izdavačke kuće Marvel Comics. Stvorili su ga scenarist Marv Wolfman i strip crtač Gene Colan, a njegovo prvo pojavljivanje je bilo u serijalu njegovog protivnika Drakule; The Tomb of Dracula #10 u srpnju 1973. godine.
Crtač Gene Colan je inspiraciju za dizajn Bladea pronašao u nekoliko afroameričkih glumaca, pri čemu je najveći utjecaj imao zvijezda NFL-a i glumac Jim Brown. U svojim prvim pojavljivanjima, Blade je bio u ulozi jednog od glavnih protivnika Drakule, no, scenarist Wolfman ga je na neko vrijeme uklonio iz Drakulinog serijala nezadovoljan time kako je pisao Bladea.
U tim prvim danima svog stripovskog života, Blade se sukobio i s Morbiusom, vampirom kojeg je stvorila znanost, no, van povremenog gostovanja u popularnijim serijalima, Blade je gotovo posve nestao iz Marvelovih stripova, sve do početka 90-ih.
Njegovo gostovanje u (tada) jako popularnom Ghost Rider serijalu ga je dodatno eksponiralo i dovelo do niza mini-serijala i ponekog pokušaja za ozbiljniji serijal, no, nijedan od tih pokušaja nije ostavio značajnijeg traga i svi su propali nakon samo nekoliko brojeva.
Blade, pravim imenom Eric Brooks, je rođen u Londonu 1929. godine. Njegova majka, Tara, je bila prostitutka u bordelu. Zbog komplikacija za vrijeme poroda, njene prijateljice su pozvale doktora, koji je, zapravo, bio vampir Deacon Frost. Frost je pio njenu krv za vrijeme poroda i tako je ubio, no, time je prenio određene enzime u krv njenog sina.
Ti enzimi su dali Ericu određene vampirske sposobnosti poput produženog životnog vijeka, sposobnosti da osjeti prisustvo natprirodnih bića i imunitet na vampirizam. Blade odrasta u majčinom bordelu. S 9 godina upoznaje Jamala Afarija, lovca na vampire, koji obučava mladog Erica. Eric vrlo brzo postaje majstor u rukovanju s mačevima i noževima i posvećuje svoj život istrebljenju vampira.
Blade je oduvijek bio jedan od najopskurnijih likova u Marvelovom strip svemiru, što se mijenja s prvim filmom s Wesley Snipesom u glavnoj ulozi. Uspješna filmska trilogija New Line Cineme je udahnula novi život u lik Bladea, koji je danas gotovo, pa posve modeliran po Snipesovoj interpretaciji.
Osim u tri uspješna filmska ostvarenja, Blade je imao i kratkotrajnu TV seriju u kojoj ga je utjelovio Kirk “Sticky Fingaz” Jones.